# Nematanthus maculatus
Nematanthus maculatus là một loài thực vật có hoa trong họ Tai voi. Loài này được (Fritsch) Wiehler mô tả khoa học đầu tiên năm 1978.